# Chicago Film Critics Association Awards 1996
La cerimonia di premiazione della 9ª edizione dei Chicago Film Critics Association Awards si è tenuta il 10 marzo 1997 al Park West di Chicago, Illinois, per premiare i migliori film distribuiti negli Stati Uniti nel corso del 1996 secondo la Chicago Film Critics Association (CFCA).
L'attrice Marilu Henner ha presentato la serata. Le candidature sono state annunciate il 9 gennaio 1997 al Planet Hollywood di Chicago da Harold Ramis: il film più candidato è stato Fargo, sette volte. È stato anche il più premiato, con cinque statuette vinte tra cui quella per il miglior film.

## Vincitori e candidati
I vincitori sono indicati in grassetto, con a seguire gli altri candidati in ordine alfabetico:

### Miglior film
- Fargo, regia di Joel ed Ethan Coen
- Dead Man, regia di Jim Jarmusch
- Larry Flynt - Oltre lo scandalo (The People vs. Larry Flynt), regia di Miloš Forman
- Il paziente inglese (The English Patient), regia di Anthony Minghella
- Segreti e bugie (Secrets & Lies), regia di Mike Leigh

### Miglior film in lingua straniera
- Decalogo (Dekalog), regia di Krzysztof Kieślowski (Polonia)
- Hong Kong Express (Chóngqìng sēnlín), regia di Wong Kar-wai (Hong Kong)
- L'odio (La Haine), regia di Mathieu Kassovitz (Francia)
- Ridicule, regia di Patrice Leconte (Francia)
- Les Voleurs, regia di André Téchiné (Francia)

### Miglior regista
- Joel ed Ethan Coen - Fargo
- Miloš Forman - Larry Flynt - Oltre lo scandalo (The People vs. Larry Flynt)
- Mike Leigh - Segreti e bugie (Secrets & Lies)
- John Sayles - Stella solitaria (Lone Star)
- Lars von Trier - Le onde del destino (Breaking the Waves)

### Migliore sceneggiatura
- Joel ed Ethan Coen - Fargo
- Scott Alexander e Larry Karaszewski - Larry Flynt - Oltre lo scandalo (The People vs. Larry Flynt)
- John Hodge - Trainspotting
- John Sayles - Stella solitaria (Lone Star)
- Stanley Tucci e Joseph Tropiano - Big Night

### Miglior attore
- Billy Bob Thornton - Lama tagliente (Sling Blade)
- Kenneth Branagh - Hamlet
- Liam Neeson - Michael Collins
- William H. Macy - Fargo
- Geoffrey Rush - Shine
- Denzel Washington - Il coraggio della verità (Courage Under Fire)

### Migliore attrice
- Frances McDormand - Fargo
- Brenda Blethyn - Segreti e bugie (Secrets & Lies)
- Courtney Love - Larry Flynt - Oltre lo scandalo (The People vs. Larry Flynt)
- Lili Taylor - Ho sparato a Andy Warhol (I Shot Andy Warhol)
- Emily Watson - Le onde del destino (Breaking the Waves)

### Miglior attore non protagonista
- Cuba Gooding Jr. - Jerry Maguire
- Steve Buscemi - Fargo
- Nathan Lane - Piume di struzzo (The Birdcage)
- Edward Norton - Schegge di paura (Primal Fear)
- James Woods - L'agguato - Ghosts from the Past (Ghosts of Mississippi)

### Migliore attrice non protagonista
- Irma P. Hall - A Family Thing
- Joan Allen - La seduzione del male (The Crucible)
- Juliette Binoche - Il paziente inglese (The English Patient)
- Barbara Hershey - Ritratto di signora (The Portrait of a Lady)
- Natalie Portman - Beautiful Girls

### Miglior fotografia
- John Seale - Il paziente inglese (The English Patient)
- Roger Deakins - Fargo
- Darius Khondji - Evita
- Chris Menges - Michael Collins
- Robby Müller - Dead Man

### Miglior colonna sonora originale
- Carter Burwell - Fargo
- Elliot Goldenthal - Michael Collins
- Randy Newman - James e la pesca gigante (James and the Giant Peach)
- Howard Shore - Music Graffiti (That Thing You Do!)
- Neil Young - Dead Man

### Attore più promettente
- Edward Norton - Larry Flynt - Oltre lo scandalo (The People vs. Larry Flynt), Schegge di paura (Primal Fear) e Tutti dicono I Love You (Everyone Says I Love You)
- Jon Favreau - Swingers
- Matthew McConaughey - Il momento di uccidere (A Time to Kill)
- Ewan McGregor - Trainspotting
- Geoffrey Rush - Shine

### Attrice più promettente
- Courtney Love - Larry Flynt - Oltre lo scandalo (The People vs. Larry Flynt)
- Irma P. Hall - A Family Thing
- Natalie Portman - Beautiful Girls, Mars Attacks! e Tutti dicono I Love You (Everyone Says I Love You)
- Emily Watson - Le onde del destino (Breaking the Waves)
- Renée Zellweger - Jerry Maguire e Il mondo intero (The Whole Wide World)

### Commitment to Chicago Award
- Harold Ramis

### Big Shoulders Award
- Jim Taylor e Margaret Caples del Community Film Workshop